# Chiromantis rufescens
Chiromantis rufescens е вид жаба от семейство Rhacophoridae. Видът не е застрашен от изчезване.

## Разпространение
Разпространен е в Габон, Гана, Гвинея, Демократична република Конго, Екваториална Гвинея (Биоко), Камерун, Кот д'Ивоар, Либерия, Нигерия, Сиера Леоне, Уганда и Централноафриканска република.